# محمد آراز
محمد آراز (ترکی آذربایجانی: Məmməd Araz; ۱۴ اکتبر ۱۹۳۳ – ۱ دسامبر ۲۰۰۴) یا با نام کامل محمد ابراهیموف فرزند «اینفیل»، شاعر، مترجم و خبرنگار آذربایجانی بود. آراز لقب نویسندگی او بود، که به رود ارس اشاره می‌کرد.

## اوایل زندگی
محمد آراز ۱۴ اکتبر سال ۱۹۳۳، در منطقه نورسوی شهرستان شاه‌بوز جمهوری خودمختار نخجوان در آذربایجان شوروی چشم به جهان گشود. آموزش متوسطه اش را در زادگاه خود پشت سر گذاشت. او دانش‌آموخته رشته جغرافیا از دانشگاه تربیت مدرس جمهوری آذربایجان بود. محمد آراز در سال‌های مختلف در هیئت‌های تحریریه نشریه‌هایی همچون «معارف»، «مجله اولدوز» (۱۹۶۷–۱۹۷۰)، روزنامه «ادبیات و هنر» (۱۹۷۰–۱۹۷۲)، انتشارات دولتی آذربایجان شوروی (۱۹۷۲–۱۹۷۴) مشغول به کار بود. از سال ۱۹۷۴ تا آخر عمرش به عنوان سردبیر روزنامه «طبیعت آذربایجان» اشتغال یافت. شاعار در سال ۱۹۵۷ به عضویت اتحادیه نویسندگان جمهوری آذربایجان درآمد.
محمد آراز در سال ۲۰۰۴ در باکو دار فانی را وداع گفته و در پارک مفاخر باکو خاک‌سپاری شد.

## اشعار
محمد آراز سراینده شعر معروفی موسوم به «دنیا مال تو، دنیا مال من» است، که با استفاده از متن آن ترانه هم‌نامی ساخته شده‌است. این ترانه در دهه ۱۹۹۰ به یکی از پرآوازه‌ترین و زبان‌زدترین ترانه‌ها در جمهوری آذربایجان تبدیل شد. نخستین کتاب شعر شاعر تحت عنوان «نغمه عشق» توسط انتشارات «آذرنشر» به چاپ رسید.
اسامی برخی از شعرهای مشهور شاعر عبارت است از:
- گر جنگ نبود
- دنیا مال تو، دنیا مال من
- آوای حک شده روی صخره‌ها
- پدر سه پسر
- به پا خیز، آذربایجان! (۱۹۹۲)

ترجمه فارسی قطعه‌ای از شعر گر جنگ نبود (۱۹۵۶):
گر جنگ نبود
با ذوب کردن اسلحه‌ها در کوره
می‌توانستیم پلی بین زمین و مریخ بسازیم
گر جنگ نبود
محصول هزار سال
در یک روز به عمل می‌آمد
عالمان ماه و ستاره‌ها را
به زمین پایین می‌کشیدند.

## جوایز و نشان‌ها
- خادم فرهنگ افتخاری آذربایجان شوروی (سال ۱۹۷۹)[۵]
- خادم هنر افتخاری آذربایجان شوروی (سال ۱۹۸۴)
- جایزه دولتی آذربایجان شوروی (سال ۱۹۸۸)
- شاعر مردم جمهوری آذربایجان (سال ۱۹۹۱)
- خادم محیط‌زیست افتخاری جمهوری آذربایجان (سال ۱۹۹۲)[۶]
- نشان استقلال جمهوری آذربایجان (سال ۱۹۹۵)